# Энотикон
Энотико́н (греч. ἑνωτικόν, дословно — «объединяющее») — вероисповедальное послание византийского императора Зенона клиру и верующим Александрийского патриархата, призванное объединить конфликтующие после Халкидонского собора партии миафизитов и диофизитов. 
Согласно Православной энциклопедии, послание составлено византийским императором Зиноном по совету Константинопольского патриарха Акакия. Согласно историку А. В. Карташеву, Энотикон был, по-видимому, редактирован Акакием, по мнению профессора В. В. Болотова, Энотикон составлял не Зинон, а всего вероятнее Акакий, которому потом ставили в вину появление Энотикона. Энотикон был издан в 482 году.

## Доктринальное содержание послания
В своем Энотиконе император Зенон исповедует все основные, не вызывающие возражений догматы христианства, признает святость и православность трех первых Вселенских соборов, то есть Никейского, Константинопольского и Эфесского и делает особый акцент на важности двенадцати анафематизмов святого Кирилла Александрийского. Таким образом, Зенон отказывается от признания как Второго Эфесского, так и Халкидонского соборов, равно претендующих на статус Четвертого Вселенского, но и равно разжигающих страсти. Толерантность же, которая иногда приписывается Энотикону, состояла в том, что он не анафематствовал сами эти соборы, хотя прямо анафематствуется всякое учение, которое не согласуется с выше обозначенными критериями истинности: «Всякого же иначе мудрствующего теперь или когда бы то ни было, в Халкидоне или на каком-либо ином соборе — анафематствуем».
Главными анафематстванными лицами Энотикона, «мыслившими несогласно с вышеупомянутыми отцами», становятся с одной стороны Несторий, что являлось требованием миафизитов, а с другой Евтихий, объявленный еретиком диофизитами. Необычность такого двухстороннего анафематствования была в том, что если ради единства церкви по требованию миафизитов диофизиты отреклись от Нестория еще при подписании так называемой «Антиохийской унии», то миафизитам, до того не признававшим за Евтихием приписываемой ему диофизитами ереси, отрекаться от него приходилось уже при подписании самого Энотикона. Таким образом, с диофизитов снимались подозрения в «несторианском» раздвоении Христа на отдельных Бога и человека, с миафизитов же снимались подозрения в «евтихианском» смешении двух природ во Христе и в отрицании человечества Христова. При этом Энотикон намеренно не использует традиционных в христологии терминов «природа», «ипостась» и «лицо», которые понимались в противоборствующих христологических системах халкидонитов и нехалкидонитов по-разному, что лишь усугубляло разногласия.
Лишь два термина, не вызвавших возражений, были использованы патриархом Акакием при составлении исповедания. Текст Энотикона, сохранившийся в «Церковной истории» Евагрия Схоластика (книга 3 часть 14), доносит архаичную, корректную по своей сути формулу исповедания богочеловечества Христова в его отношении с Богом Отцом и людьми: «единосущный Отцу по божеству и подобосущный нам по человечеству». В позднем византийском богословии термин «подобосущие» был дискредитирован как еретический, а тринитарный термин «единосущие» был адаптирован в христологии со значением «единоприродия», по этой причине данный фрагмент Энотикона приводится современными авторами как: «единосущный Отцу по божеству и единосущный нам по человечеству». Особым образом данное исповедание переведено в армянской версии Энотикона. Поскольку в армянском богословии термин «сущность» и все его производные были терминами исключительно тринитарными, то Энотикон был переведен на древнеармянский как «единоприродный Отцу по божеству и единоприродный нам по человечеству».

## Последствия принятия и отвержения Энотикона
Александрийский патриарх-миафизит Петр Монг признал «Энотикон» и был принят в общение Константинопольским патриархом, однако в самой Александрии крайние монофизиты требовали от него решительного осуждения Халкидонского собора. «Энотикон» был принят также в Антиохии и Иерусалиме.
В качестве реакции на Энотикон и признание Константинопольским патриархом Петра Монга, папа Феликс III направил своих легатов в Константинополь с посланием к византийскому императору в отношении действий патриарха Акакия. Но легаты были арестованы и под давлением властей согласились служить вместе с Акакием в момент внесения в диптихи имени Петра Монга. Об этом монахами-акимитами было донесено в Рим. Папа воспринял действия Акакия как измену халкидонскому вероучению. 22 июля 484 года он собрал в Риме собор из 77 епископов и низложил патриарха Акакия. После этого уже имя самого папы Феликса было вычеркнуто из диптихов Константинопольской церкви, и начался 35-летний разрыв между Западной и Восточной церквями, вошедший в историю церкви как «Акакианская схизма».
После смерти патриарха Акакия в 489 году и императора Зинона в 491 году новый император Анастасий I оказался сторонником «Энотикона», хотел поставить на римскую кафедру своего ставленника, однако этого ему сделать не удалось. Римская церковь требовала открытого признания Халкидонского собора, анафемы патриарху Акакию. Константинопольский патриарх Евфимий, подозревавший императора в монофизитских симпатиях, был отстранен и сослан, также как и его преемник патриарх Македоний II, который сначала принял «Энотикон», но отказался сотрудничать с миафизитами из партии Севира. 
Примирение с Римской церковью было достигнуто в 519 году вставшим на сторону Халкидонского собора византийским императором Юстином I. Вскоре на литургии в Константинополе стали поминать четыре Вселенских собора, патриархов Евфимия и Македония II, а также римского папу Льва. В Константинополе был созван собор, провозгласивший примирение с Римом. В 519 году в Константинополь прибыли легаты папы Гормизды, имевшие с собой составленное в ультимативной форме послание папы под названием «Libellus Hormisdae» (формула Гормизда) для безусловного подписания патриархом Иоанном II. От него требовалось анафематствовать его предшественников по кафедре, среди которых были не только Несторий с Акакием, но и Евфимий и Македоний, почитавшиеся восточными православными почти как святые. Под нажимом властей патриарх Иоанн был вынужден пойти и на это, что привело к повсеместным волнениям на православном Востоке и осложнило отношения с Римом. Однако формально раскол был преодолен.